# Åsne Skrede
Åsne Skrede (* am 22. Juni 2000) ist eine norwegische Biathletin und Langläuferin.

## Karriere
Åsne Skrede bestritt ihre ersten internationalen Biathlonwettkämpfe im März 2019 beim IBU-Junior-Cup 2018/19 in Sjusjøen, in zwei Sprintrennen erreichte sie den 28. und den 22. Platz. Im folgenden Winter nahm sie an den Biathlon-Juniorenweltmeisterschaften 2020 in der Lenzerheide teil und gewann dort zwei Silber- und eine Bronzemedaille. Daraufhin wurde sie auch für die Biathlon-Europameisterschaften 2020 in Minsk nominiert, gemeinsam mit Ida Lien, Sivert Guttorm Bakken und Aleksander Fjeld Andersen gewann sie dort die Bronzemedaille in der Mixedstaffel, mit einem fünften Platz im Sprint- und einem achten Platz im Verfolgungsrennen erreichte sie zwei weitere Top-10-Platzierungen bei den Meisterschaften. Sie nahm auch an den letzten Wettkämpfen des IBU-Cups der Saison 2019/20 teil, die ebenfalls in Minsk stattfanden. Am 3. März 2020 wurde sie im Sprintrennen hinter Elisabeth Högberg aus Schweden und Stefanie Scherer aus Deutschland Dritte und erreichte damit ihre erste Podiumsplatzierung in einem Einzelrennen des IBU-Cups.